# ドンブロヴァ・タルノフスカ
ドンブロヴァ・タルノフスカ（ポーランド語: Dąbrowa Tarnowska [dɔmˈbrɔva tarˈnɔfska]）は、ポーランド・マウォポルスカ県の町であり、タルヌフの北 16 km に位置する。現在ドンブロヴァ郡の郡都である。1999年の地方行政区画再編までは、タルヌフ県の一部であった。2008年の統計で人口は 11,720 人である。ドンブロヴァ・タルノフスカには、タルヌフとシュチェチンを結ぶローカル線の駅がある。
この町は1922年設立のフットボールチーム Dabrovia Dąbrowa Tarnowska の本拠地である。このチームは、六部制をとっているポーランドのフットボールリーグにおいて五部リーグに属している。